# 弗莱涅
弗莱涅（法語：Fleigneux）是法国香槟-阿登大区阿登省的一个市镇，属于色当区北色当县。该市镇2009年时的人口为202人。

## 人口
弗莱涅人口变化图示
| 数据来源：INSEE |